# Mike Garson
Mike Garson (ur. 29 lipca 1945 w Brooklynie) – amerykański pianista jazzowy i muzyk studyjny.
Współpracował między z Nine Inch Nails, David Bowie, Billy Corgan czy The Smashing Pumpkins.

## Albumy solowe
- Avant Garson (1979)
- Jazzical (1982)
- Serendipity (1986)
- Remember Love (1989)
- The Mystery Man (1990)
- Oxnard Sessions, Vol. I (1990)
- A Gershwin Fantasia (1992)
- Oxnard Sessions, Vol. II (1992)
- Now Music (Volume IV) (1998)
- Homage to My Heroes (2003)